# Charles Addams
Charles "Chas" Samuel Addams (født 7. januar 1912 i Westfield, USA, død 29. september 1988) var en amerikansk forfatter og tegneserieskaber.
Addams producerede godt 1.300 tegneserier, de fleste vist i den amerikanske avis The New Yorker, i perioden fra 1938 til Addams død i 1988. 
En af de mere kendte tegneserier er Familien Addams, som også er filmatiseret og produceret som TV-serier.

## Afledte film og TV-serier i forbindelse med familien Addams
Efter at TV-serien sluttede i 1966 blev der produceret:
- to sammenhørende film,
- en uafhængig film,
- to uafhængige tegnefilms-serier,
- to nye udgaver af serien og senere
- en musical.